# 自動絞り
自動絞り（じどうしぼり）とは、一眼レフカメラにおいて、ファインダー使用時は絞りを開放し、露光時のみ絞りを絞る機構である。

## 一眼レフカメラと絞り
一眼レフカメラは、レンズの末尾から感光面の間にミラーを置くことによって、ファインダーも撮影用レンズが使用できる。これにより、例えば、多くの交換レンズや、望遠鏡、顕微鏡などを使った撮影が可能になる。しかし、同時にいくつかの解決しなければならない問題が発生する。そのうちのひとつが絞りの制御である。
カメラのレンズでは、原則として撮影時は絞りを絞り込む必要がある。しかし、ファインダーでピントを合わせる時は絞りが開放でなければファインダー像が暗く、被写界深度も深いためにピントを合わせづらい。つまり、ファインダー像の確認時は絞りを開放し、撮影時だけ絞ることができれば好ましい。これを実現したのが自動絞りである。
完全自動絞りを初めて実現したカメラはズノー光学工業のズノーペンタフレックスである。
もちろん、ファインダーで被写界深度を確認するために、必要に応じて絞り込むことができることが好ましい。この機能をプレビューなどと呼ぶ。

## 絞りの制御方式
絞りを制御する方法は、過去、いくつか考案されてきた。
手動絞り
カメラは絞りを制御しない。絞りリングを回すと即座に絞りが絞り込まれる方式。撮影者が、ファインダーの利用時は手動で絞りを開放し、その後、絞りを適切な値まで絞ってから撮影する。普通絞りともいう。
プリセット絞り
カメラは絞りを制御しない。絞り値を設定するリングと絞り込みリングを分けてある。絞り込みリングを操作すると、事前に設定した絞り値まで絞り込まれたところで止まる。手動絞りに対し、ファインダーから目を離すことなく絞り込み操作ができることが利点である。
半自動絞り
絞りは事前に設定した絞り値までカメラが自動的に絞るが、開放への復帰はレバー操作や巻上げ操作などの手動で行う。
完全自動絞り
絞りを事前に設定した絞り値までカメラが自動的に絞る。復帰も自動であり、撮影者は絞り数値の設定以外に一切の操作を必要としない。

## 自動絞りの連動方法
自動絞り（半自動絞りを含む）では、シャッターレリーズに連動して絞りが絞られるように、カメラ側からレンズ側に何らかの方法でシャッターレリーズを伝達する必要がある。
レリーズ連動方式
レンズに押し込まれているときだけ絞りが絞り込まれるレリーズボタンがついており、カメラに装着するとカメラ側のレリーズボタンと一体となって完全自動絞りのように機能する。エクサクタマウントのカメラ・レンズなどに採用されたが、レンズ口径の制限が大きく、構造も複雑になるため廃れていった。
ピン押し込み方式
レンズマウント内側に設けられたピンがカメラ側の連動装置で押し込まれているときだけ絞りが絞り込まれる方式。プラクチカマウント（M42マウント）に採用された例が有名である。絞り込みピンの動作ストロークが短いのでシャッター速度優先AEへの対応ができず、廃れていった。
外部レバー連動方式
レンズ外部に絞り込み連動レバーを設け、カメラ側レバーと連動させる方式。ミランダカメラのオートメックスやセンソレックスなどで採用された。外部に露出した連動レバーがシャッターレリーズ時に動くため、撮影者の手に当たって動作不良などを起こすことが多く、ほとんど使われなかった。
内部レバー連動方式
最も一般的な方式で、マウント内側に連動レバーを置いてシャッターレリーズと連動させる方式である。常時開放型と常時絞込み型があるが、常時開放型は蛇腹装置やリバースリングなどを用いた場合のために手動絞りに切り替える機構が必要になるため、多くのメーカーは常時絞込み型を採用した。常時開放型はキヤノンなど限られたメーカーのみが採用している。
電子制御連動式
レンズ側のソレノイドやステッピングモーターなどで羽根を開閉し、制御は電気信号によって行う方式。キヤノンEFマウントなどに採用されている。レンズ側との機械的な連動が必要ないため、シフトレンズなど特殊なレンズにも自動絞り機構を搭載することが容易であるが、接点が汚れると動作不良の原因になる。

## 自動絞りの欠点
自動絞りは、一瞬のうちに絞りを開閉する必要があるため、手動絞りのように絞り羽根の枚数を増やして真円に近い絞りとすることができない。基本的に、自動絞りでは絞り羽根枚数の限度は9枚である。これ以上羽の枚数を増やすと、絞りの開閉がスムーズにできなくなるためである。そのため、少ない枚数の絞り羽根でも特にボケが大きくなる開放付近では円形に近い絞り形状となるように工夫した絞り羽根が開発されるようになった。